# 이상국 (시인)
이상국(1946년 9월 27일~ )은 대한민국의 시인이다. 40년간 한결같이 시를 써온 사람이며, 역사의 상처를 쓰다듬는 깊은 향기를 지닌 시인이다.

## 삶
강원도 양양군 출신이며, 1976년 잡지 심상에 시 〈겨울추상화〉를 발표하며 등단했다. 유심지 주간, 백담사만해마을 운영위원장, 한국작가회의 강원지회장, 설악신문 대표이사, 한국작가회의 부이사장, 한국민족예술인총연합 강원지회장, 한국작가회의 자문위원 등을 지냈다.

## 수상
- 2014년 제19회 현대불교문학상
- 2012년 제24회 정지용문학상[3]
- 1999년 제1회 백석문학상
- 민족예술상, 강원민족예술상, 유심작품상[1]

## 작품
이상국의 시는 일부러 지어 화려하거나 고통스럽지 않으며 자연스럽다. 그의 시는 간결하지만 웅숭깊은 맛이 있고, 꾸미지 않은 천연의 감동을 자아내 독자들의 사랑을 받아왔다.

### 시집
- 《달은 아직 그 달이다》(창비, 2016)
- 《뿔을 적시며》(창비, 2012)
- 《어느 농사꾼의 별에서》(창비, 2005)
- 《집은 아직 따뜻하다》(창비, 1998)[4]
- 《우리는 읍으로 간다》(창비, 1992) : 시인 민영은 발문 〈피폐해진 고향에 대한 애가〉에서 시집에 담긴 시 〈이농〉 등을 예로 들면서 이 시집이 완전히 거덜이 나서 절망밖에 남은 게 없는 90년대 한국 농촌의 애가라고 평했다.
- 《내일로 가는 소》(동광출판사, 1989)
- 《동해별곡》(민족문화사, 1985) : 신경림 시인은 시집 뒤 해설 〈죽음의 이미지, 소의 의미〉에서 죽음과 소에 관한 이상국 시인의 독특한 시각에 주목하면서 “이 시대의 가장 훌륭한 젊은 시인의 하나가 될 수 있을 것으로 믿는다.”라고 평했다.

## 시인의 말
- “촌에서 맷돌이나 쪼고 상석이나 다듬었을 석공이 세웠음직한 탑 한 기가 논바닥에 있다. 정교함이나 세련미는 보이지 않아도 그 탑은 이 나라 산천과 역사 속에서 저 자신이 탑인 것을 알며 오랜 세월 자리를 지키고 있는 듯 보였다. 나도 내 시들이 그렇게 시이게 하고 싶다.”[4]

## 주해
1. ↑  소설가 이순원이 고희를 앞둔 이상국을 평한 말이다.[2]